# Hans Olsson (politico)
Hans Olsson (10 giugno 1951) è un politico svedese.
Esponente del Partito Socialdemocratico dei Lavoratori di Svezia, è stato membro del Parlamento svedese dal 2006 al 2014.